# Jacob Adriaensz Backer
Jacob Adriaensz Backer /névváltozat: Adriaens/ (Haarlingen, 1608. — Amszterdam, 1651. augusztus 27.) holland történeti és portréfestő a holland aranykorban. Legkiválóbbak portréi és csoportképmásai, Rembrandt egyik jeles tanítványa.

## Életpályája
1631-ben, amikor Rembrandt megtelepedett Amszterdamban, már nagyon híres festő volt, s számos tanítvány vette körül, hozzá ment festést tanulni Backer is, utána ment Leeuwarden városába is, ahol Lambert Jacobsz festő és prédikátor volt a mestere. Más források inkább arról számolnak be, hogy nem feltétlenül közvetlen mester-tanítvány kapcsolat volt Rembrandt és Backer közt, de az biztos, hogy Backer végig figyelemmel kísérte Rembrandt munkásságát, olyan annyira, hogy olykor egyes képeit Rembrandnak tulajdonították.
Gyors előmenetelről tett bizonyságot, mert 1633-ban már megbízást kapott az amszterdami Orphan Árvaháztól csoportkép készítésére. Mind a figurális ábrázolásban, mind a kompozícióteremtésben már ekkor olyan kiváló volt, hogy első csoportképe is remekbe sikerült, utána rövid pályafutása alatt még további három csoportképet festett. Festett mitológiai- és  irodalmi témájú műveket is, krétarajzai is ismertek, de valójában portréfestőként vált híressé. Hatottak rá Bartholomeus van der Helst (1613-1670) divatosan sápadt, hűvös színei is, de az erősebb, melegebb színek győzedelmeskedtek mégis Rembrandt nyomán. Backer tanítványa volt többek közt Jan van Noordt történelmi és mitológiai festő. 40-es éveinek elején járt, amikor meghalt, tiszteletére emlékérmet adtak ki.

## Galéria

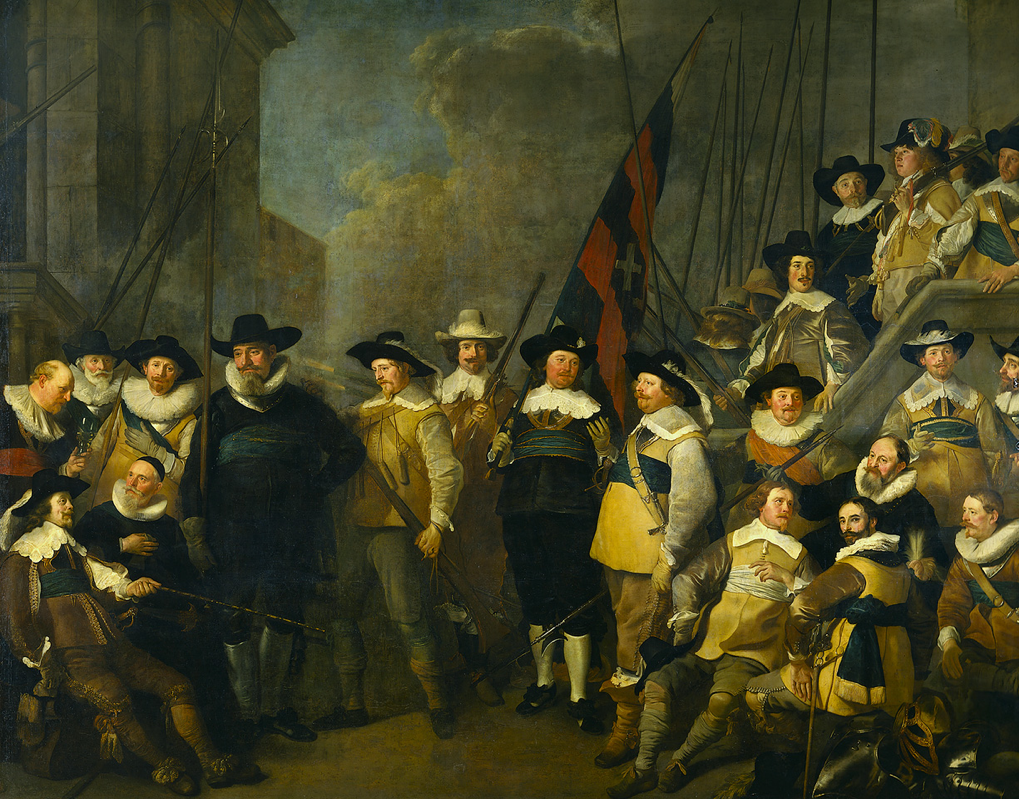
Cornelis de Graeff Társaság és Hendrick Laurensz hadnagy (1642)
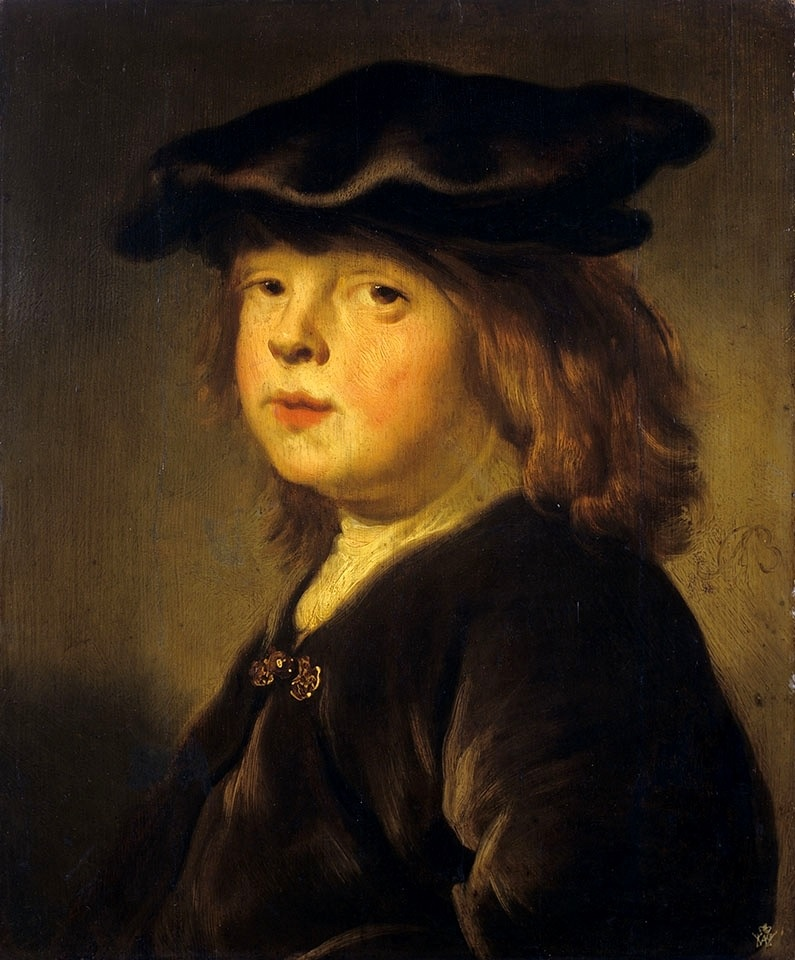
Fiatal fiú képmása (1630 körül)
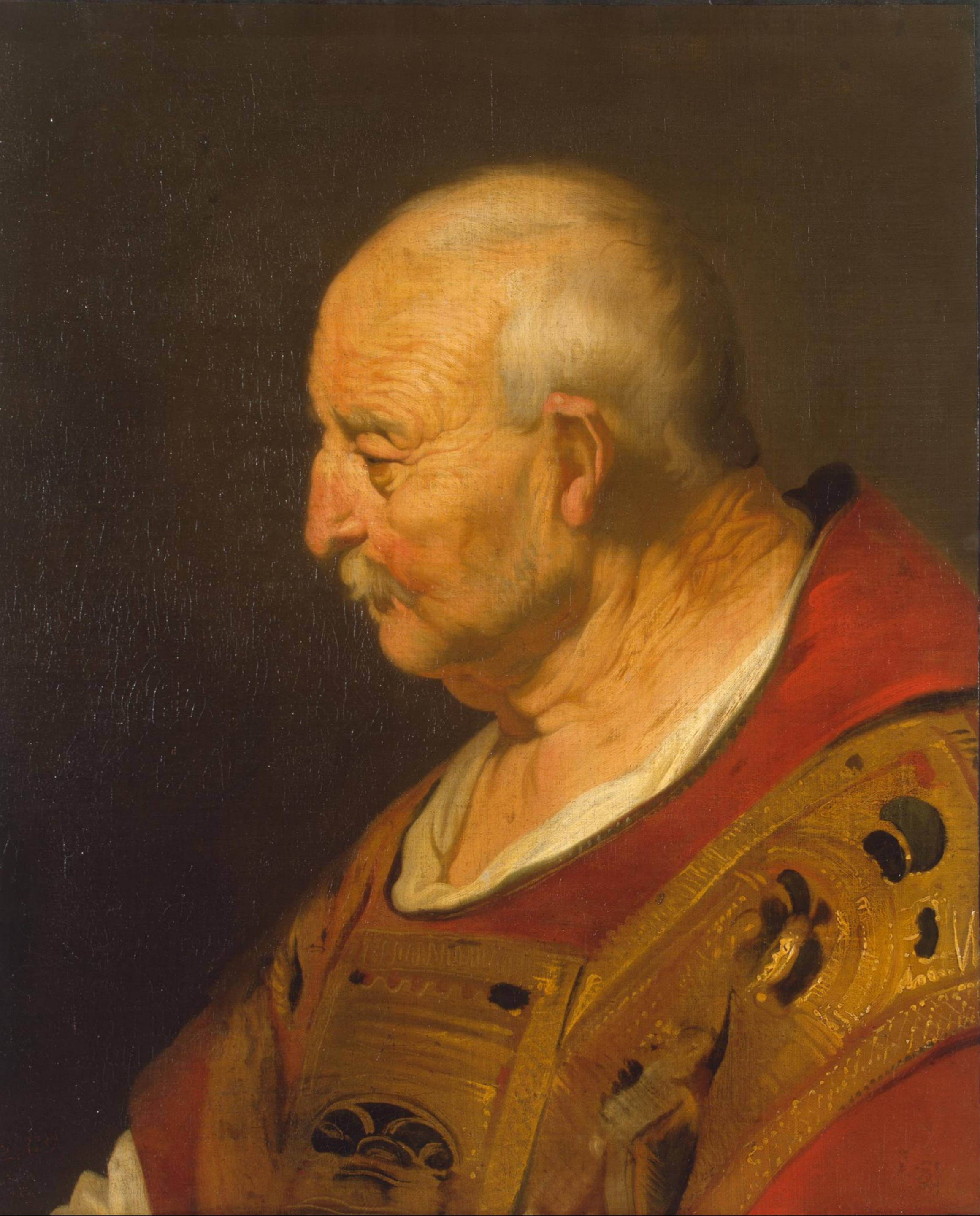
Idős férfi képmása bal oldali profilból (1635 körül)
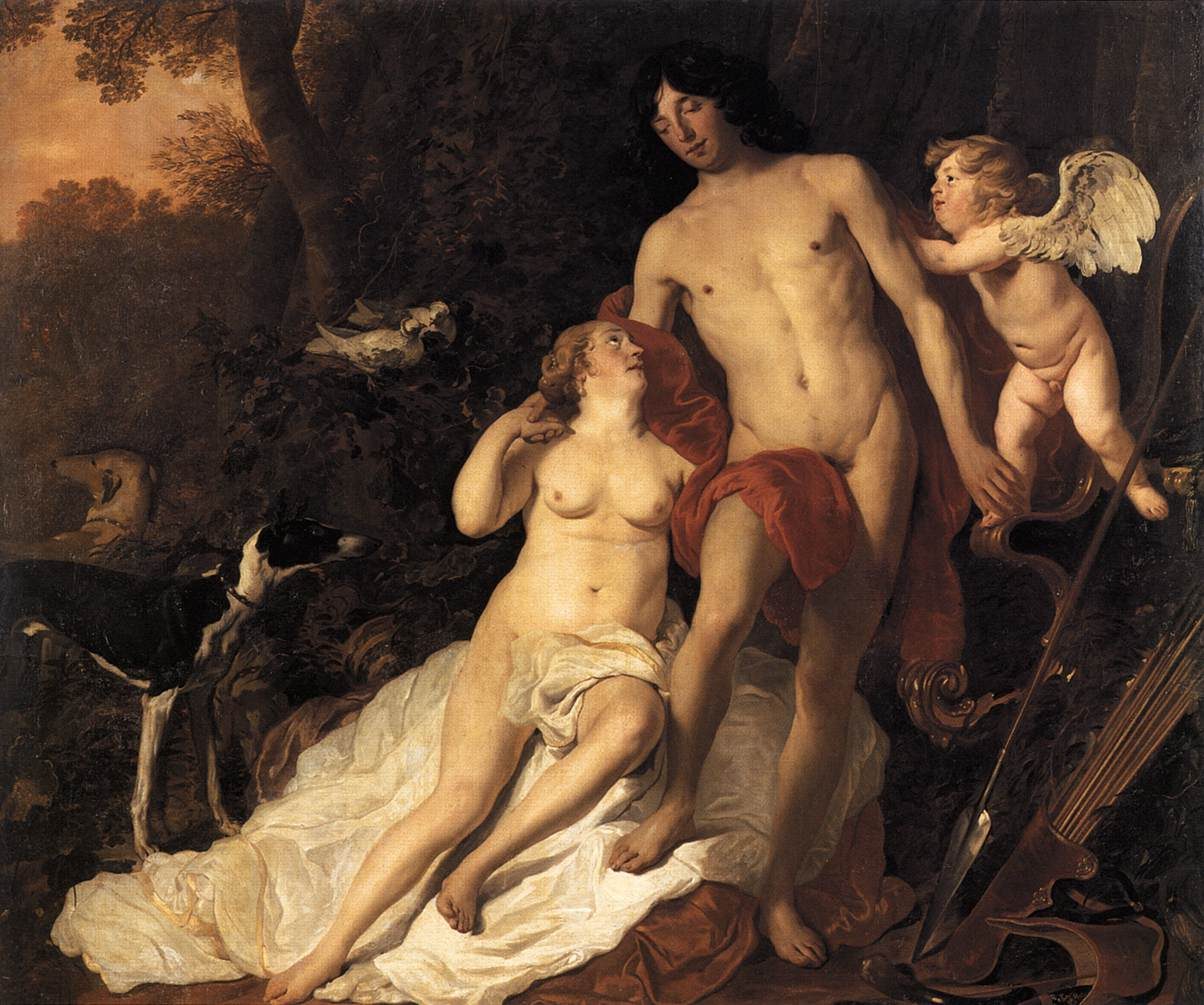
Vénusz és Adónisz (1650)
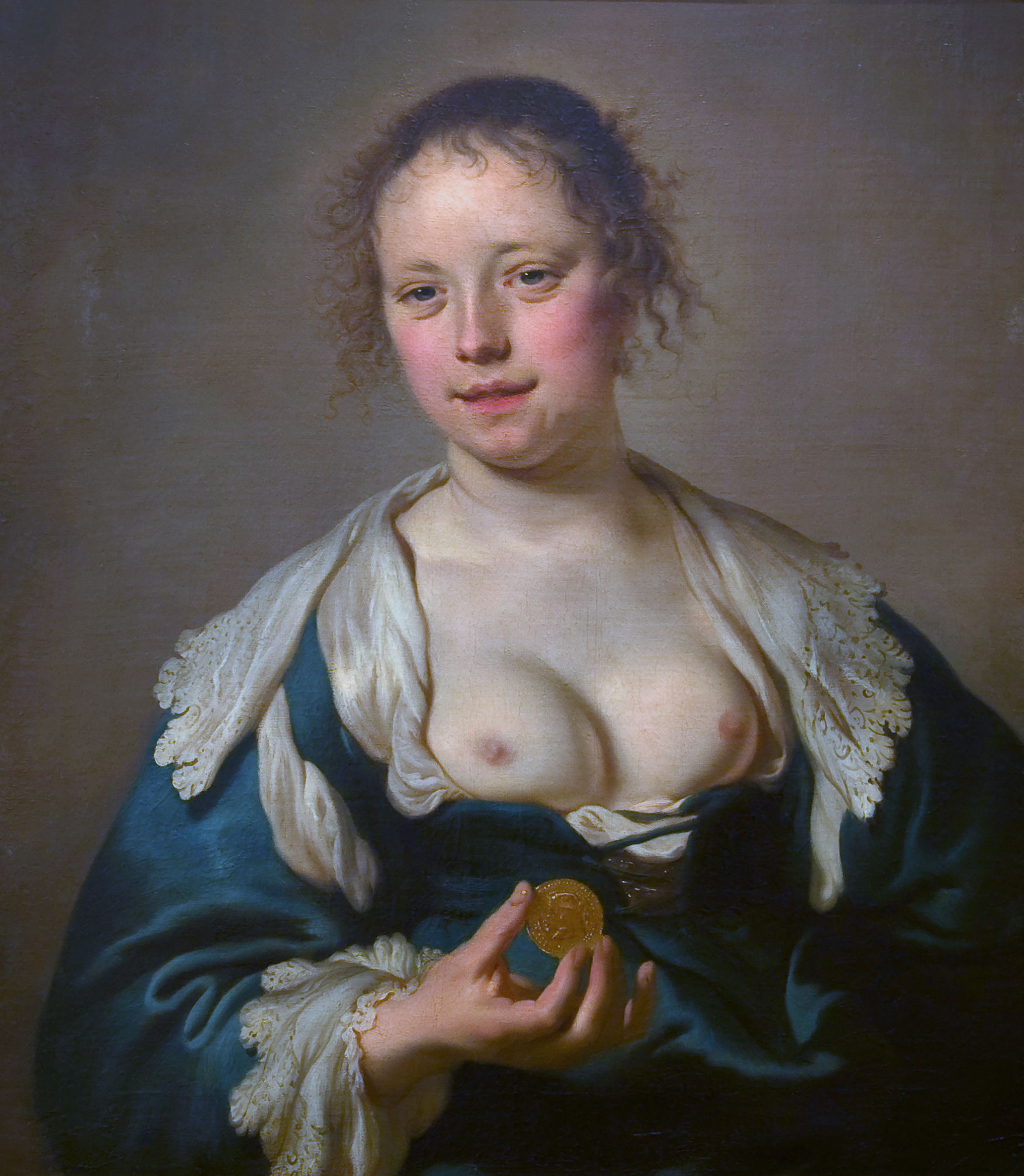
Kurtizán (1640)